# تنسنت کیوکیو
تنسنت کیوکیو (به چینی: 腾讯QQ) همچنین شناخته شده به عنوان QQ یک پیام‌رسان فوری است که این سرویس نرم‌افزار توسط غول فناوری چینی تنسنت ساخته شده‌است. این سرویس نرم‌افزاری انواع خدمات از جمله بازی‌های اجتماعی آنلاین، موسیقی، خرید، میکروبلاگینگ، فیلم، پلت فرم بازی‌ها و گروه و چت صوتی نیز ارائه می‌دهد. نشانواره تنسنت کیوکیو یک پنگوئن است که شالگردن سرخ بسته و چشمک می‌زند.این پیام رسان از سال ۲۰۰۰تا ۲۰۰۲ در مرحله اول و سپس از ۲۰۰۴ تا ۲۰۱۵ پرفروش ترین پیام رسان فوری جهان بود.
در پایان سال ٬۲۰۱۶ ۸۹۹ میلیون حساب فعال داشت

## زمان انتشار

### پایدار
| QQ 7.8                              | ۲ نوامبر ۲۰۱۵   | Windows XP, Vista, ۷, ۸, ۸٫۱,Windows 10 |
| QQ 7.3                              | ۱۱ ژوئن ۲۰۱۵    | Windows XP, Vista, ۷, ۸, ۸٫۱            |
| QQ Mac (Native/International) 4.0.2 | ۲۴ مارس ۲۰۱۵    | Mac OS X Yosemite                       |
| QQ International 2.11               | ۲۳ ژانویه ۲۰۱۴  | Windows XP, Vista, ۷, ۸, ۸٫۱            |
| QQ for Android 5.9.5                | ۲۴ سپتامبر ۲۰۱۵ | Android phones                          |
| QQ International for Android 5.0.10 | ۲۴ سپتامبر ۲۰۱۴ | Android phones                          |
| QQ 5.6.0                            | ۵ ژوئن ۲۰۱۵     | iOS (iPad, iPhone, iPod Touch)          |
| QQ 2015 5.2.2                       | ۲۳ مه ۲۰۱۵      | iOS (iPad native)                       |

## تاریخچه
کیوکیو (QQ) نخستین بار در چین با نام OICQ و در سال ۱۹۹۹ منتشر شد (نام OICQ برگرفته از یک سرویس پیشین پیامرسانی فوری موسوم به آی‌سی‌کیو بود).